# Svartisen
Svartisen es la designación de dos glaciares ubicados en el norte de Noruega. El sistema se compone de dos glaciares separados, 
- Vestre Svartisen o Svartisen occidental (221 km²), que es el segundo glaciar más grande de Noruega después del glaciar Jostedal
- Østre Svartisen o Svartisen oriental (148 km²), que por su extensión es el cuarto glaciar del país.

Existen en la zona otros glaciares más pequeños, como el Glombreen en la zona norte de Meløy, y el Simlebreen en Beiarn. Uno de los brazos del Svartisen, el Engabreen, finaliza a 7 metros sobre el nivel del mar (en 2004), siendo este el punto más bajo de todos los glaciares del continente europeo. Svartisen forma parte del parque nacional Saltfjellet-Svartisen. El agua de deshielo del glaciar es almacenada y se utiliza para producción de electricidad mediante centrales hidroeléctricas.